# アンゴラ・エスクード
アンゴラ・エスクードは1914年から1928年までと1958年から1977年までのアンゴラの通貨である。補助単位はセンタボスで、1エスクード＝100センタボス。ポルトガル・エスクードと等価だった。

## 歴史
アンゴラ・エスクードは、ポルトガル・エスクードが導入された3年後の1914年に、アンゴラ・レアルに代わって導入された。(1エスクード＝1000レアル)
1928年から1958年の間は、アンゴラルという通貨単位が使用されていた。
アンゴラ・エスクードは、1977年に、クワンザに等価として置き換えられた。ただし、デノミネーションの繰り返しにより、現行のクワンザとこのクワンザは等価ではない。
| 先代 アンゴラ・レアル 理由：インフレ 比率：1 アンゴラ・エスクード = 1000 レアル = 1 ポルトガル・エスクード | アンゴラの通貨 January 1, 1914 – 1928 | 次代 アンゴラ・アンゴラル 比率：1 アンゴラル = 1.25 エスクード |

| 先代 アンゴラ・アンゴラル 比率：等価, 1 アンゴラ・エスクード = 1 ポルトガル・エスクード | アンゴラの通貨 1958 – 1977 | 次代 アンゴラ・クワンザ 理由：独立 (1975年) 比率：等価 |